# Aphrodes daiwenicus
Aphrodes daiwenicus är en insektsart som beskrevs av Kuoh 1981. Aphrodes daiwenicus ingår i släktet Aphrodes och familjen dvärgstritar. Inga underarter finns listade i Catalogue of Life.